# Molpadiodemas involutus
Molpadiodemas involutus is een zeekomkommer uit de familie Synallactidae.
De wetenschappelijke naam van de soort werd in 1901 gepubliceerd door Carel Philip Sluiter.